# Идеальная няня (роман)
«Идеальная няня» (оригинальное французское название — Chanson douce, другие названия — Lullaby, The Perfect Nanny) — роман-бестселлер, написанный в 2016 году французской писательницей Лейлой Слимани. Книга основана на реальных событиях, произошедших в 2012 году.

## О романе
Это второй роман Лейлы Слимани и первый, который был переведен на английский язык, а затем ещё на несколько десятков языков. Первоначально роман имел название «Chanson douce» (с французского — Сладкая песня). Позже в Великобритании он вышел под названиями «Lullaby» (Колыбельная) в Великобритании и «The Perfect Nanny» (Идеальная няня) в США. 
В первый год публикации во Франции было продано 600 000 экземпляров романа. 

## Сюжет
Поль (музыкальный продюсер) и Мириам (юрист) – молодая супружеская пара из Парижа, которая принимает решение нанять своим детям няню. После многочисленных собеседований они знакомятся с Луизой, которая кажется прекрасной кандидатурой и быстро доказывает, что таковой является. Она изумительно готовит, убирает в квартире, её обожают дети, и она всегда готова задержаться, если потребуется. Но дети растут, а Луиза так привязалась к этой семье… Впрочем, Поль и Мириам тоже попали в зависимость от «идеальной няни». 

## Награды
- Гонкуровская премия (2016) — высшая французская литературная премия[4].

## Критика
Журналист The Guardian назвал роман блестяще исполненным, а в изданиях The Daily Telegraph и The Independent его сравнили с успешным романом-триллером «Исчезнувшая». 

## Экранизация
В 2019 году роман был экранизирован. Режиссером одноименного проекта выступила Люси Борлето, роль Мириам досталась актрисе Лейле Бехти, роль Поля — Антуану Райнарцу, Луизы — Карин Виар. Премьера фильма состоялась на международном кинофестивале в Монпелье. Он вышел в прокат во Франции 27 ноября, в России – 30 января.